# Clifford Williams
Clifford Williams (Cardiff, 30 dicembre 1926 – Londra, 20 agosto 2005) è stato un regista teatrale e attore teatrale britannico.

## Biografia
Nato a Cardiff figlio di George F. Williams e Florencce Gapper, Clifford Williams si sposò due volte: fu sposato con Joanna Douglas dal 1956 al 1959 e con Josiane Peset dal 1962 alla morte. Dalla Peset ebbe le due figlie Anouk e Tara.

## Teatro (parziale)

### Regista
- Il maggiore Barbara di George Bernard Shaw. Belgrade Theatre di Coventry (1958)
- Uno sguardo dal ponte di Arthur Miller. Queen's Theatre di Hornchurch (1959)
- Una luna per i bastardi di Eugene O'Neill. Arts Theatre di Londra (1960)
- La commedia degli errori di William Shakespeare. Royal Shakespeare Theatre di Stratford-upon-Avon (1961)
- Cimbelino di William Shakespeare. Royal Shakespeare Theatre di Stratford-upon-Avon, Aldwych Theatre di Londra (1962)
- La tragica storia del Dottor Faust di Christopher Marlowe. Royal Shakespeare Theatre di Stratford-upon-Avon (1962)
- La tempesta di William Shakespeare. Royal Shakespeare Theatre di Stratford-upon-Avon, Aldwych Theatre di Londra (1963)
- Riccardo II di William Shakespeare. Royal Shakespeare Theatre di Stratford-upon-Avon (1964)
- Enrico IV, parte I e parte II di William Shakespeare. Royal Shakespeare Theatre di Stratford-upon-Avon (1964)
- L'ebreo di Malta di Christopher Marlowe. Aldwych Theatre di Londra (1964), Royal Shakespeare Theatre di Stratford-upon-Avon (1965)
- Riccardo III di William Shakespeare. Royal Shakespeare Theatre di Stratford-upon-Avon (1964)
- Il mercante di Venezia di William Shakespeare. Royal Shakespeare Theatre di Stratford-upon-Avon (1965)
- La dodicesima notte di William Shakespeare. Royal Shakespeare Theatre di Stratford-upon-Avon (1966)
- Come vi piace di William Shakespeare. Old Vic di Londra (1967)
- Oh! Calcutta! di autori vari. Duchess Theatre di Londra (1970)
- Il maggiore Barbara di George Bernard Shaw. Aldwych Theatre di Londra (1970)
- L'inganno di Anthony Shaffer. Music Box Theatre di Broadway (1970)
- La duchessa di Amalfi di John Webster. Royal Shakespeare Theatre di Stratford-upon-Avon (1971)
- La bisbetica domata di William Shakespeare. Royal Shakespeare Theatre di Stratford-upon-Avon (1973)
- Come vi piace di William Shakespeare. Mark Hellinger Theatre di Broadway (1974)
- Uomo e superuomo di George Bernard Shaw. Tour britannico della Royal Shakespeare Company e Savoy Theatre di Londra (1977)
- Rosmersholm di Henrik Ibsen. Haymarket Theatre di Londra (1977)
- La tempesta di William Shakespeare. Royal Shakespeare Theatre di Stratford-upon-Avon (1978)
- Il giardino dei ciliegi di Anton Čechov. Belgrade Theatre di Coventry (1981)
- Santa Giovanna di George Bernard Shaw. Royal Theatre di Glasgow (1985)
- Candelaio di Giordano Bruno. Barbican Centre di Londra (1985)
- Breaking the Code di Hugh Whitemore. Theatre Royal di Bath, Harold Pinter Theatre di Londra (1985), Neil Simon Theatre di Broadway (1987)
- Riccardo III di William Shakespeare. Phoenix Theatre di Londra, Kennedy Center di Washington (1989)
- Arsenico e vecchi merletti di Joseph Kessel. Theatre Royal di Windsor (1994)
- Harvey di Mary Chase. Theatre Royal di Bath, Shaftesbury Theatre di Londra (1995)
- Il padre di August Strindberg. Criterion Center Stage Right di Broadway (1996)

### Attore
- Re Giovanni di William Shakespeare, regia di Michael Benthall. Royal Shakespeare Theatre di Stratford (1948)
- Il mercante di Venezia di William Shakespeare, regia di Michael Benthall. Royal Shakespeare Theatre di Stratford (1948)
- Amleto di William Shakespeare, regia di Michael Benthall. Royal Shakespeare Theatre di Stratford (1948)
- Il racconto d'inverno di William Shakespeare, regia di Anthony Quayle. Royal Shakespeare Theatre di Stratford (1948)
- Troilo e Cressida di William Shakespeare, regia di Anthony Quayle. Royal Shakespeare Theatre di Stratford (1948)
- Otello di William Shakespeare, regia di Godfrey Tearle. Royal Shakespeare Theatre di Stratford (1948)
- Antonio e Cleopatra di William Shakespeare, regia di Michael Benthall, con Vivien Leigh e Laurence Olivier. Ziegfield Theatre di Broadway (1952)
- Cesare e Cleopatra di George Bernard Shaw, regia di Michael Benthall, con Vivien Leigh e Laurence Olivier. Ziegfield Theatre di Broadway (1952)
- Coriolano di William Shakespeare, regia di Michael Benthall. Old Vic di Londra (1953)
- Amleto di William Shakespeare, regia di Michael Benthall. Old Vic di Londra (1953)
- La dodicesima notte di William Shakespeare, regia di Denis Carey. Old Vic di Londra
- La tempesta di William Shakespeare, regia di Robert Helpmann. Old Vic di Londra (1953)
- Re Giovanni di William Shakespeare, regia di George Devine. Old Vic di Londra (1954)
- Tutto è bene quel che finisce bene di William Shakespeare, regia di Michael Benthall. Old Vic di Londra (1954)
- La bisbetica domata di William Shakespeare, regia di Dennis Carey. Old Vic di Londra (1955)
- Riccardo II di William Shakespeare, regia di Michael Benthall. Old Vic di Londra (1955)
- Macbeth di William Shakespeare, regia di Michael Benthall. Old Vic di Londra (1955)
- Pene d'amor perdute di William Shakespeare, regia di Frith Banbury. Old Vic di Londra (1955)
- Enrico IV, parte I e parte II di William Shakespeare, regia di Douglas Seale. Old Vic di Londra (1955)
- Troilo e Cressida di William Shakespeare, regia di Tyrone Guthrie. Old Vic di Londra (1956)
- Otello di William Shakespeare, regia di Michael Benthall. Old Vic di Londra (1956)
- Le allegre comari di Windsor di William Shakespeare, regia di Douglas Seale. Old Vic di Londra (1956)
- Giulio Cesare di William Shakespeare, regia di Michael Benthall. Old Vic di Londra (1956)
- Enrico V di William Shakespeare, regia di Michael Benthall. Old Vic di Londra (1956)
- Yerma di Federico García Lorca, regia di Peter Hall. Arts Theatre di Londra (1957)

## Riconoscimenti
- Premio Laurence Olivier
  - 1977 – Miglior regia per Wild Oats
- Tony Award
  - 1971 – Candidatura per il miglior regia di un'opera teatrale per L'inganno
  - 1988 – Candidatura per il miglior regia di un'opera teatrale per Breaking the Code